# Morad
Morad El Khattouti El Horami (Hospitalet de Llobregat, Cataluña; 4 de marzo de 1999), conocido simplemente como Morad, es un rapero y compositor español de origen marroquí.
Morad comenzó su carrera lanzando su primer sencillo en el año 2018. En 2019 lanzó su primer álbum de estudio, de nombre M.D.L.R, ese mismo año lanzó «A Escondidas», lo que sería su primer sencillo con certificación de platino. En 2020 lanzó M.D.L.R 2.0, lo que sería una secuela de su primer álbum de estudio en forma de EP. 
En 2021 colaboró con el productor argentino Bizarrap en la «BZRP Music Sessions #47», la cual consiguió más de 5 millones de reproducciones en menos de 24 horas. En 2022, lanzó Capítulo 1, un extended play junto a su amigo Beny Jr, en ese mismo año se posicionó como el artista emergente más escuchado de España en el género drill, según estadísticas de la plataforma Spotify, también se lo describió como un artista que tiene su propio sonido sin centrarse únicamente en un género. En 2023 publicó su segundo álbum de estudio, Reinsertado que sería su proyecto más exitoso en duo.

## Biografía
Morad nació el 4 de marzo de 1999 en Hospitalet de Llobregat, Barcelona y se crio en el barrio de La Florida.
Sus padres son marroquíes; su madre es de Larache y su padre es de Nador, este último terminaría abandonado a la familia cuando Morad era joven.

Comenzó a incursionarse en el mundo de la música con catorce años, compartiendo canciones grabadas de poca calidad en WhatsApp con sus amigos. Tiempo más tarde, le quitaron la custodia a su madre sobre él y terminó en un centro de menores, donde pasó años y no volvió a su hogar hasta los 18 años de edad. En ese entonces fue procesado por robo con violencia, pero él se encontraba en el reformatorio por lo que fue una causa "falsa" que tuvo que afrontar.

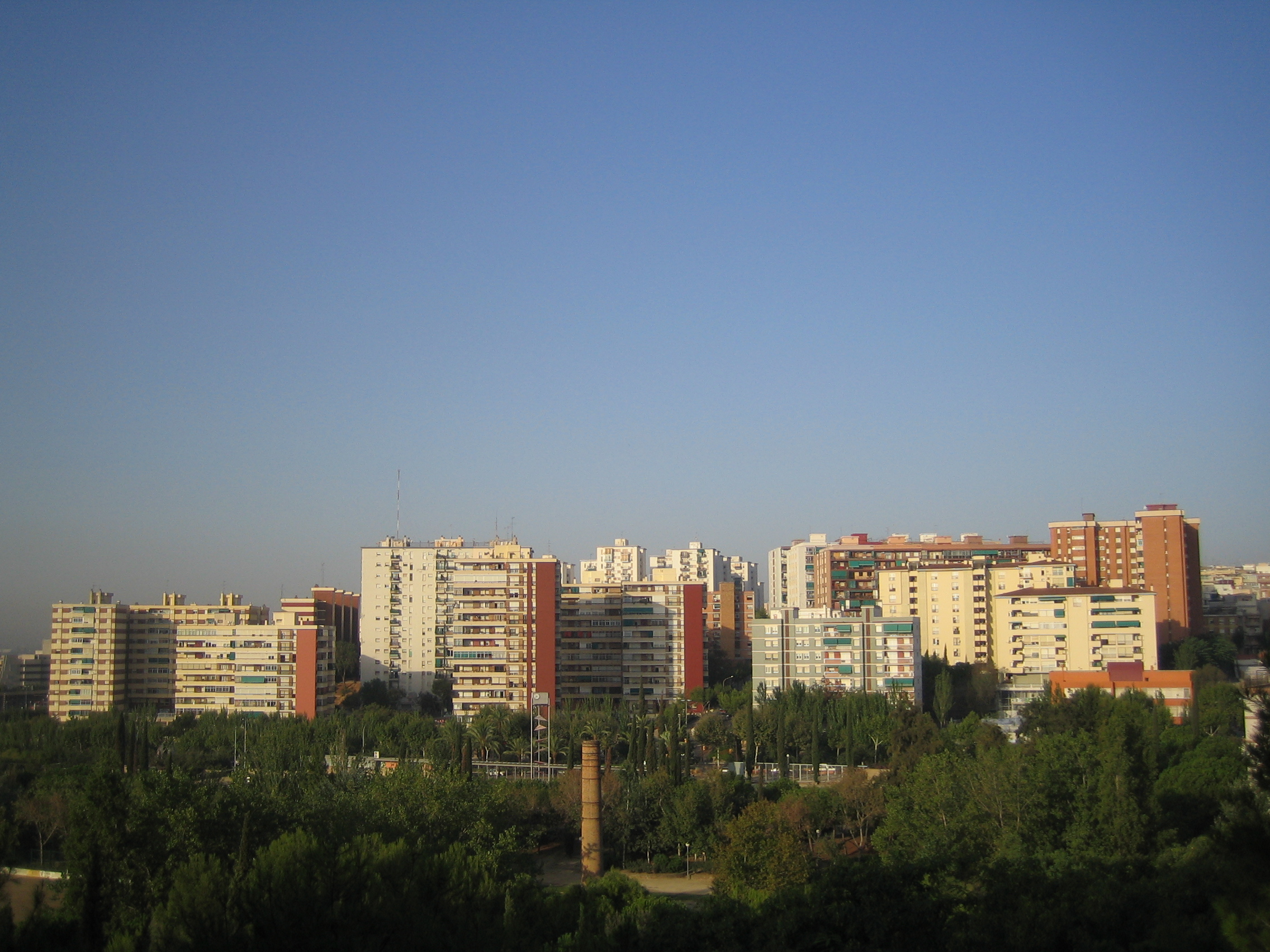
Fotografía de La Florida, donde Morad pasó su infancia y juventud.

En L' Hospitalet de Llobregat conoció al también rapero marroquí Beny Jr, a quien acompañaba a los estudios de música, y pasado un tiempo, este lo influenció para empezar a cantar y grabar canciones profesionalmente.

## Carrera musical

### Inicios
Empezó a publicar su música en el año 2018 recibiendo el apoyo musical de los productores Vato y Steve Lean. Su primer gran éxito fue el sencillo «Un cuento», con el que se dio a conocer en la escena española. Ese mismo año también lanzó «No son de calle», «La vida loca», «La calle me enseño» y «Lo que quiera».

### 2019-2021:M.D.L.Ry «Pelele»
Comenzó a ganar notoriedad en 2019 con el lanzamiento de su sencillo (y álbum) MDLR (Mec De La Rue), consiguiendo más de 10 millones de visitas en YouTube. Más tarde colaboró con $kyhook en el sencillo «A Escondidas», que alcanzó la certificación disco de platino.
En marzo de 2020, lanzó el primer sencillo de su próximo proyecto, de nombre «Que viene el álbum (Freestyle)», anunciando el lanzamiento próximo de este. Tan solo un mes después lanzó su primer EP, M.D.L.R 2.0, en el cual incluyó 5 sencillos como «Pensamientos» y o «Recuerdos». En noviembre de ese mismo año, lanzó el sencillo «Motorola». A lo largo de ese año también colaboró con diversos artistas como Jul, 3robi, Capo Plaza, TiiwTiiw, Mister You, entre otros artistas.

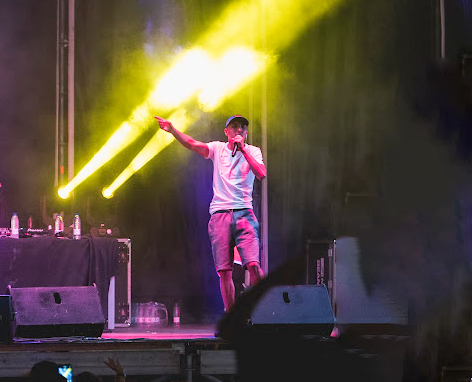
Morad presentándose en Almería año 2021.

En enero de 2021 lanzó su primer sencillo del año titulado «El Coleta», dedicado a un amigo de su barrio, con el cual vivió sus primeras experiencias en la calle. El 27 de agosto colaboró con el francés Rim'K en el sencillo «Papel», el videoclip fue grabado en el barrio de La Florida y obtuvo certificación de oro entregado por el Syndicat National de l'Édition Phonographique. En septiembre de ese año formó parte de la banda sonora de FIFA 22, con su sencillo «Seguimos», además, fue el único artista español en formar parte del soudtrack de ese año.
En diciembre de ese mismo año lanzó junto al DJ y productor Bizarrap la «BZRP Music Sessions #47», que en menos de 24 horas consiguió 4 millones de visitas en YouTube, posicionándose en lo más alto de la lista semanal de PROMUSICAE. A fines de ese mes también lanzó «Pelele», sencillo que consiguió más de 90 millones de reproducciones en Spotify y más de 60 millones de visitas en YouTube en menos de un año.

### 2022:K y B. Capítulo 1y éxito internacional
A principios del 2022, sacó «No y No», un sencillo con estilo drill acelerado, los versos de la composición hablan sobre la relación que mantiene con una mujer. El sencillo llegó a más de 10 millones de reproducciones en Spotify.
 

El 11 de marzo lanzó junto a Beny Jr su segundo álbum de estudio titulado K y B. Capítulo 1, rápidamente el álbum se posicionó rápidamente las primeras listas de los países de habla hispana. El disco contó con seis sencillos, entre ellos destacados como «Sigue» y «Que Dirá».

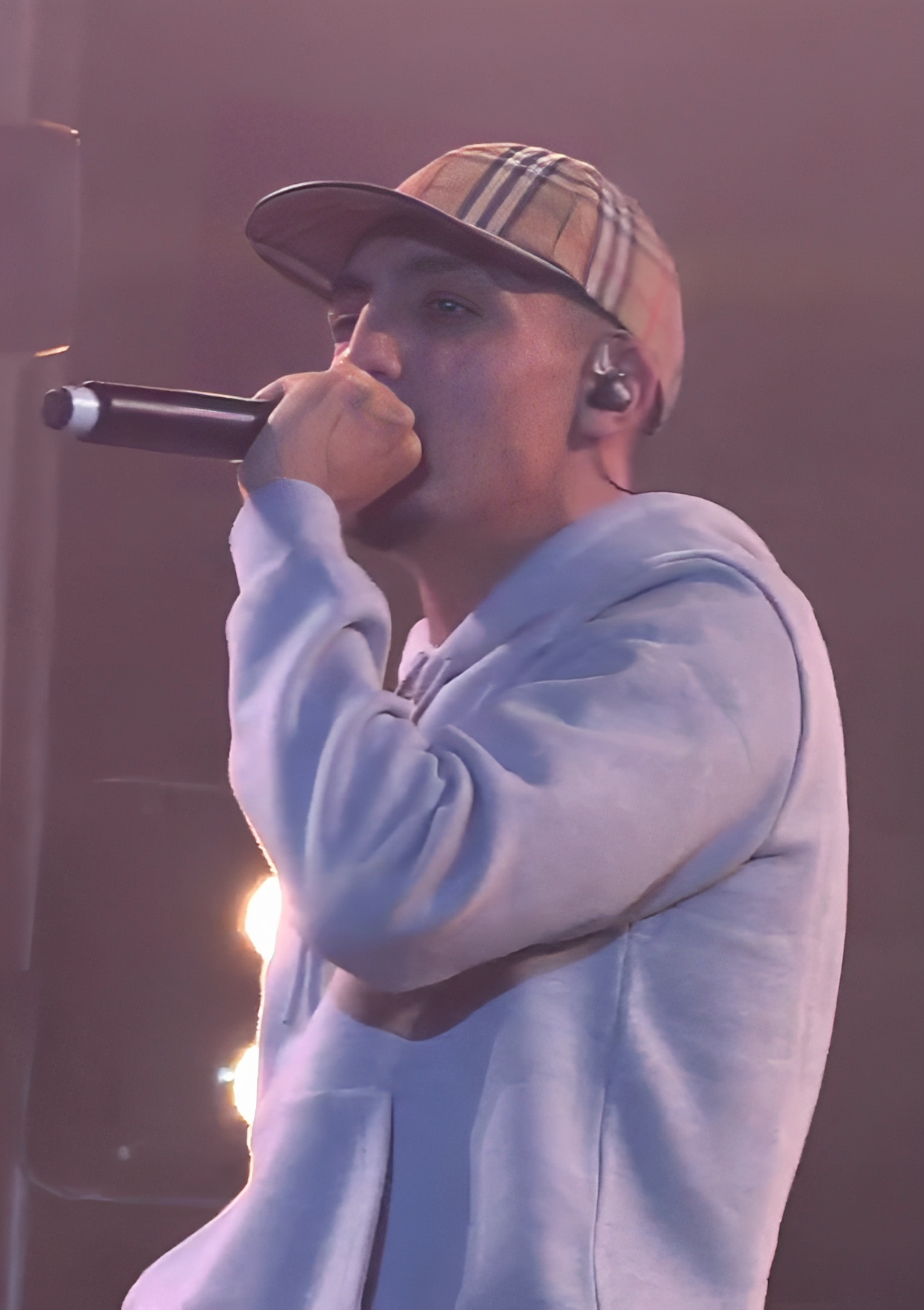
Morad en concierto en Casablanca, Marruecos en 2022.

En mayo de ese mismo año, saco «Chandal», un sencillo con videoclip en vertical en la que se encuentran tomas de sus shows y fanáticos bailando en la plataforma TikTok, el sencillo superó las 4,5 millones de visitas en YouTube y 2,4 millones de reproducciones en Spotify. El 26 de mayo también se presentó en La resistencia junto a Achraf Hakimi, esta fue su segunda entrevista después de la que tuvo con Jordi Évole.
En junio, en medio de su tour de verano por Europa, lanzó «Lo Noto», con un videoclip en Hospitalet de Llobregat, el video superó el millón de reproducciones en tres días. En octubre de ese mismo año, grabó una nueva Gallery Session interpretando su sencillo «Mamá me dice» para la inauguración de la primera tienda insignia de Adidas en Barcelona. Su último sencillo con videoclip lanzado en 2022 fue «Carretera», el cual destacó en las listas de España hasta fines de ese año.
El 27 de enero de 2023, Morad quitó todas sus publicaciones en Instagram y lanzó el sencillo «Cuzi Cuza», en el cual anunció un posible álbum de estudio para ese mismo año. La canción se posicionó en las tendencias de España durante más de una semana. El 19 de marzo lanzó otro sencillo titulado «Niños pequeños», el cual terminó siendo un segundo adelanto de su próximo álbum.

### 2023-24:ReinsertadoyZizou

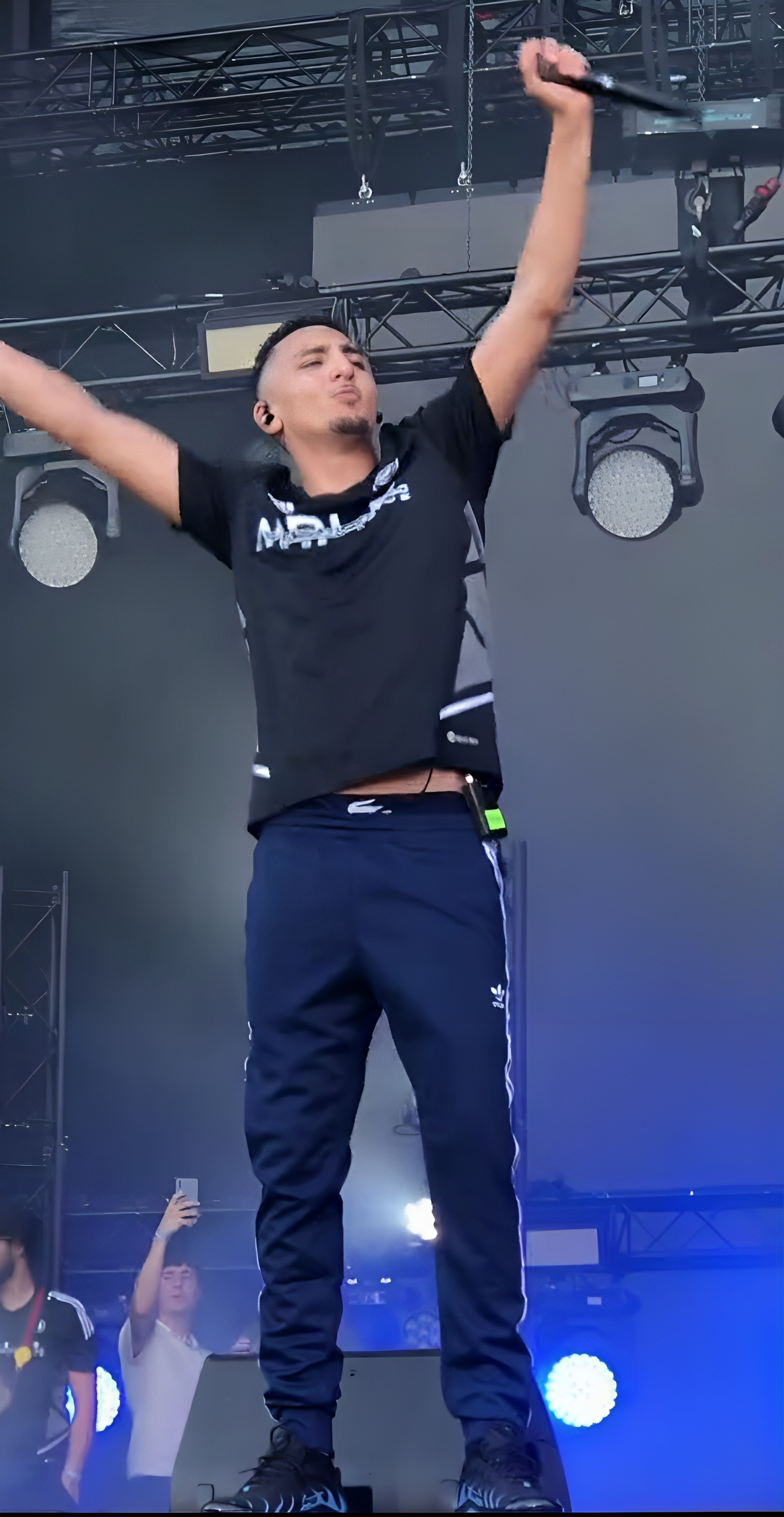
Morad en concierto, año 2023.

El 12 de mayo de 2023 lanzó su segundo álbum de estudio titulado Reinsertado, el cual con tiene 19 sencillos y colaboraciones con Nicki Nicole, Eladio Carrión, Beny Jr, entre otros.El sencillo homónimo del álbum que da nombre al disco, refleja la madurez adquirida desde sus inicios en la música.Fue producido principalmente por SHB, sin embargo, también colaboró el productor francés Voluptyk, Jul y Ninho.
El 1 de diciembre de 2023, publicó Zizou, su tercer extended play junto al español Dellafuente que contó con seis canciones. El álbum debutó en el puesto 12 en las listas de España y se mantuvo catorce semanas en el top 100. El nombre del proyecto es en referencia a Zinedine Zidane, y fue presentado en el WiZink Center de Madrid en colaboración con Red Bull. El disco se centró en un estilo relajado con mezclas de trap latino, afro trap y dancehall.
En marzo de 2024 lanzó «Lo que tiene» junto a Beny Jr y RVFV. Estando en prisión lanzó «Contento», un sencillo en solitario que superó las siete millones de visualizaciones en YouTube. En mayo publicó «Lo niego», haciendo una seguidilla de una canción por mes desde marzo. Efectuando su condena de prisión también comenzó la gira más grande de su carrera, empezando en Valencia en septiembre y finalizando en Barcelona en enero de 2025. También, anunció el show en solitario más grande de su carrera precisamente en el WiZink Center de Madrid dónde el 23 de diciembre se presentó ante más de 18 mil personas.

### 2025-presente: Reinsertado 2.0
El 4 de julio de 2025, lanzó su tercer extended play titulado Reinsertado 2.0, con siete sencillos y las colaboraciones de Baby Gang, Dei V, J Abecia y Gazo.

## Estilo y composición
La fuente de inspiración de las letras de Morad proviene de las experiencias de su niñez y adolescencia y de como salió adelante a pesar de la delincuencia juvenil y la pobreza. También se jacta de contar las "verdades" que vive la calle, como el abuso policial.
El cantante confiesa que la música le ha hecho madurar y admite que gracias a la música es conocido, se puede ganar la vida con ella y fuera de su barrio le miran diferente. Se desempeña principalmente en el estilo musical drill, un estilo con rasgos en común con el rap francés de origen magrebí. Es uno de los pocos artistas que no simboliza la discriminación hacia las razas.

## Vida privada
El artista actualmente reside en Barcelona donde nació y pasó su adolescencia antes de la fama. Se describe a él mismo como una persona que busca la tranquilidad, que adora a su familia y principalmente a su madre, con la cual pasó toda su vida ya que su padre se ausentó desde su infancia y a la que le dedicó la canción de «Mamá me dice». El artista dijo en varias ocasiones que no le agrada la fama y en su barrio donde vive es el único lugar en el que encuentra la comodidad para llevar su día a día.
Detenciones
El 17 de julio de 2021 fue detenido, junto con otro joven, por atentado contra agentes de la autoridad por unos incidentes en la zona de La Florida en una intervención del Área de Brigada Móvil de los Mozos de Escuadra.
A principios de 2022, fue acusado de invadir en febrero de 2018, un hogar privado en Barcelona. En la citación a declarar se mostraron fotografías y videos tomados de cámaras de seguridad, pero no se llegó a identificar a Morad como agresor, por lo tanto el artista fue absuelto de los cargos. El 4 de junio de ese mismo año, Morad fue detenido nuevamente por los Mozos de Escuadra después de una persecución, donde según estos, el artista se encontraba conduciendo con exceso de velocidad y sin licencia.
En octubre de ese mismo año, Morad, fue nuevamente detenido, acusado de incitar a desórdenes públicos en su barrio. Posteriormente se le prohibió su estadía en el barrio La Florida, en L' Hospitalet de Llobregat, donde el rapero se hospedaba. La situación fue vista como una connotación medieval por la medida cautelar judicial impuesta al rapero.
En abril de 2024 ingresó a prisión voluntariamente por un cargo de conducción temeraria. Sin embargo, a fines de mayo salió de prisión, siendo sentenciado a cumplir la condena los días de semana, con posibilidad de salir todos los fines de semana por seis meses.
Pensamiento político
Morad ha expresado su apoyo al rey Mohamed VI de Marruecos y la Ocupación marroquí del Sahara Occidental. En julio de 2022, un aficionado de Orense, en pleno show de Morad arrojó al escenario una bandera del Sahara Occidental, que el artista recogió creyendo que era una bandera del Estado de Palestina. Se disculpó con sus aficionados marroquíes por el malentendido.

## Moda
Morad ha sido visto frecuentemente vistiendo chándales a lo largo de los años en sus videos musicales y conciertos. En una entrevista de 2019 mencionó que la actitud del público hacia él había cambiado después de su ascenso a la fama, diciendo que anteriormente no se le permitía ingresar a lugares en chándal, mientras tanto, ahora se presenta en el escenario usándolos y si fuera a asistir a los Premios Grammy usaría un chándal. En 2022, lanzó el sencillo "Chándal" rapeando sobre usar chándales en varias ocasiones.
En 2022 se alió con la marca reconocida Adidas y lanzó camisetas de futbol bajo el concepto Adidas x M.D.L.R, los productos fueron vendidos primeramente en el Adidas de Paseo de Gracia en Barcelona. Posterior a esto, el artista logró un acuerdo con la marca para patrocinar la indumentaria del club La Florida C. F., club fundado en 1985 y ubicado en el barrio donde creció Morad.

"Somos un club de barrio. Nuestro objetivo es ayudar a los niños y niñas que viven aquí" también remarco sobre Morad: "Es un chico al que dentro del barrio le queremos mucho. Ayuda a los niños, al club"
Nico, coordinador de La Florida C. F.

## Discografía

### Álbumes de estudio
- 2019: M.D.L.R
- 2023: Reinsertado

### EPs
- 2020: M.D.L.R 2.0
- 2022: K y B. Capítulo 1 (con Beny Jr)
- 2025: Reinsertado 2.0

### Álbumes colaborativos
- 2023: Zizou (con Dellafuente)

## Premios y nominaciones
Premios Odeón
| Año  | Categoría            | Nominación | Resultado |
| ---- | -------------------- | ---------- | --------- |
| 2021 | Revelación urbano    | Morad      | Nominado  |
| 2021 | Mejor álbum urbano   | M.D.L.R    | Nominado  |
| 2022 | Artista Odeón urbano | Morad      | Nominado  |